# Карамнов, Виталий Витальевич
Вита́лий Вита́льевич Карамно́в (8 августа 1989, Москва, СССР) — российский хоккеист, центральный нападающий.

## Биография
Сын хоккеиста Виталия Карамнова. Воспитанник московского «Динамо». Дебютировал в 2006 году в составе «Динамо», параллельно выступая за молодёжную команду. В следующем сезоне переехал в Северную Америку, где выступал за команду ЗХЛ «Эверетт Силвертипз», однако уже через год вернулся обратно в «Динамо». В сезоне 2010/11 подписал контракт с рижским «Динамо», за которое, тем не менее, провёл лишь 18 игр, и в основном выступал за молодёжную команду «Рига». Следующий сезон провёл в команде ВХЛ ХК ВМФ, где в 53-х матчазх набрал 27 (17+10) очков, после чего был приглашён в пражский «Лев», где выступал на протяжении сезона 2012/13.
14 мая 2013 года стало известно о том, что Карамнов продолжит свою карьеру в новосибирской «Сибири».
Сезон 2016/17 провел в составе молодого петербургского клуба «Динамо», при этом был капитаном команды в течение всего сезона. В мае 2016 стало известно, что контракт продлен еще на год.

## В сборной
В составе юниорской сборной России Карамнов выступал на чемпионате мира 2007, где завоевал вместе с командой золотые медали первенства.

## Статистика
| Легенда | Легенда                    | Легенда | Легенда                   | Легенда | Легенда    |
| ------- | -------------------------- | ------- | ------------------------- | ------- | ---------- |
| И       | Количество проведённых игр | Штр     | Штрафное время            | +/−     | Плюс-минус |
| Г       | Голы                       | П       | Голевые передачи          | О       | Очки       |
| -       | Статистика неизвестна      | —       | Статистика не учитывалась |         |            |